# Hoge wolken

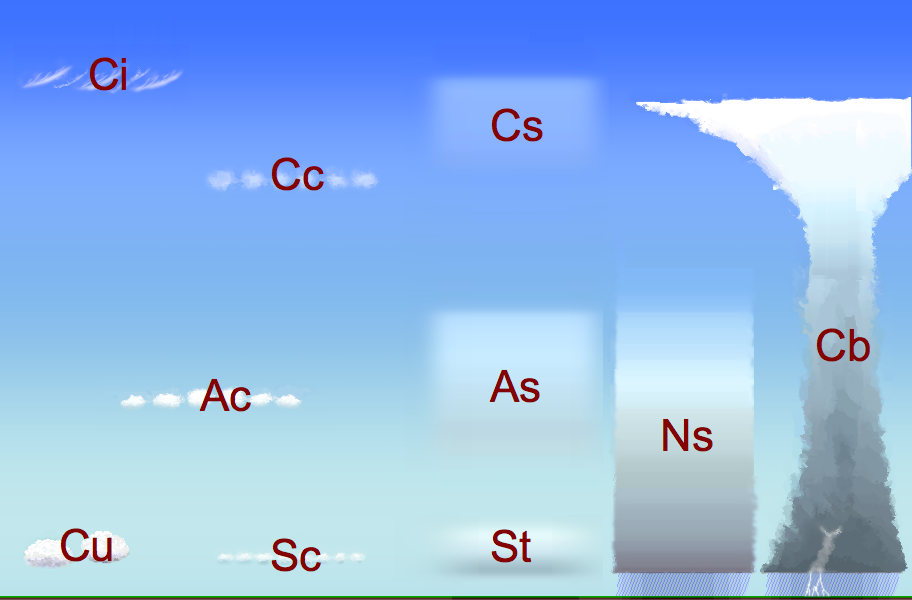

Hoge wolken zijn een wolkenfamilie en zijn meestal te vinden in een gebied van de atmosfeer waar de temperatuur rond de -40 graden Celsius ligt. De hoogte van de hoge wolken is afhankelijk van de luchtdichtheid en de temperatuur ter plaatse. In gematigde gebieden ligt dit ongeveer tussen de 5 tot 13 kilometer. De lage temperatuur in dit deel van de atmosfeer heeft 2 gevolgen:
- Er kan op deze hoogten heel weinig waterdamp condenseren, doordat koude lucht niet zoveel waterdamp kan bevatten als warme lucht.
- Bovendien bestaat de bewolking uitsluitend uit ijskristallen. Door de reflectie van zonlicht en maanlicht ontstaan er prachtige haloverschijnselen zoals meerkleurige banden of ringen.

Heel vaak zijn hoge wolken een voorteken van een verslechtering van het weer. En vooral als ze dichter worden en de hele hemel bedekken. Maar als het grootste deel van de hemel vrij blijft, is het geen slecht voorteken.
Hoge wolken zijn een familie uit de Internationale wolkenclassificatie. Ze kunnen worden ingedeeld in 3 groepen, de geslachten:
- Cirrus - sluiervormig
- Cirrocumulus - stapelvormig
- Cirrostratus - laagvormig